# Роубери, Шеннон
Шеннон Николь Роубери (англ. Shannon Nicole Rowbury; род. 19 сентября 1984, Сан-Франциско, США) — американская легкоатлетка, специализирующаяся в беге на средние дистанции. Бронзовый призёр чемпионата мира 2009 года на дистанции 1500 метров. Бронзовый призёр чемпионата мира в помещении (2016). Шестикратная чемпионка США. Финалистка летних Олимпийских игр 2008, 2012 и 2016 годов.

## Биография
В детстве более десяти лет занималась ирландскими танцами, активно выступала на различных региональных и национальных соревнованиях, дважды принимала участие в чемпионате мира в Дублине. Лёгкая атлетика долгое время была для неё на втором плане, что не помешало Шеннон в 2001 году выиграть школьный чемпионат США в беге на 800 метров.
После поступления в Университет Дьюка сконцентрировалась на учёбе и беговых тренировках. В студенческие годы установила несколько рекордов университета на дистанциях от 800 до 3000 метров, выиграла чемпионат NCAA в беге на 1 милю.
С июня 2007 года начала профессиональную карьеру, подписав контракт с Nike.
Выиграв национальный отбор в 2008 году, попала в команду для участия в Олимпийских играх в Пекине. В Китае смогла выйти в финал на дистанции 1500 метров, где заняла 7-е место.
На чемпионате мира 2009 года добилась первого крупного успеха в карьере, выиграв бронзовую медаль в беге на 1500 метров.
Финишировала шестой на Олимпийских играх 2012 года, но после допинговой дисквалификации двух призёров переместилась на четвёртое место.
В 2013 году дебютировала на международном старте на дистанции 5000 метров. На чемпионате мира заняла седьмое место с результатом 15.06,10. В конце года перешла от тренера Джона Кука в Nike Oregon Project к Альберто Салазару.
Была в составе сборной США, которая в 2015 году установила мировой рекорд в дистанционной шведской эстафете 1200+400+800+1600 метров. Шеннон выступила на последнем этапе, остановив на финише время на отметке 10.36,50. По ходу сезона ей также удалось побить рекорд США 31-летней давности: на этапе Бриллиантовой лиги в Монако она пробежала 1500 метров за 3.56,29. Полтора месяца спустя была седьмой на этой дистанции на чемпионате мира в Пекине.
Выиграла бронзовую медаль на чемпионате мира в помещении 2016 года в беге на 3000 метров.
Летом 2016 года показала лучший результат в карьере в беге на 800 метров (1.59,97) и стала первой американской бегуньей с комбинацией личных рекордов: быстрее 2-х минут на 800 метров, быстрее 4-х минут на 1500 метров, быстрее 8 минут 30 секунд на 3000 метров, быстрее 15 минут на 5000 метров.
На третьих в карьере Олимпийских играх вновь была близка к подиуму. В борьбе за третье место в беге на 1500 метров Шеннон уступила полсекунды соотечественнице Дженнифер Симпсон и стала четвёртой.
В сентябре 2016 года на мемориале Ван Дамме в Брюсселе установила рекорд США на дистанции 5000 метров — 14.38,92.
На чемпионате мира 2017 года заняла 9-е место в беге на 5000 метров (14.59,92).

### Личная жизнь
В апреле 2015 года вышла замуж за мексиканского бегуна на средние дистанции Пабло Солареса.
Окончила Университет Дьюка со степенью бакалавра искусств в области английского языка и театра. Была одним из авторов документального фильма «Blue Soles» про женскую легкоатлетическую команду Университета Дьюка. В 2006—2008 годах выступала в качестве сопродюсера студенческого кинофестиваля Duke’s Movie Making Marathon.

## Основные результаты
| Год  | Турнир                            | Место проведения          | Дисциплина        | Место      | Результат |
| ---- | --------------------------------- | ------------------------- | ----------------- | ---------- | --------- |
| 2008 | Олимпийские игры                  | Пекин, Китай              | 1500 м            | 7-е        | 4.03,58   |
| 2009 | Чемпионат мира                    | Берлин, Германия          | 1500 м            | 3-е        | 4.04,18   |
| 2009 | Всемирный легкоатлетический финал | Салоники, Греция          | 1500 м            | 5-е        | 4.14,18   |
| 2010 | Континентальный кубок             | Сплит, Хорватия           | 3000 м            | 2-е        | 9.04,82   |
| 2011 | Чемпионат мира                    | Тэгу, Южная Корея         | 1500 м            | 21-е (1/2) | 4.11,49   |
| 2012 | Олимпийские игры                  | Лондон, Великобритания    | 1500 м            | 4-е        | 4.11,26   |
| 2013 | Чемпионат мира                    | Москва, Россия            | 5000 м            | 7-е        | 15.06,10  |
| 2014 | Чемпионат мира в помещении        | Сопот, Польша             | 3000 м            | 8-е        | 9.07,82   |
| 2014 | Континентальный кубок             | Марракеш, Марокко         | 1500 м            | 2-е        | 4.07,21   |
| 2015 | Чемпионат мира по эстафетам       | Нассау, Багамские Острова | шведская эстафета | 1-е        | 10.36,50  |
| 2015 | Чемпионат мира                    | Пекин, Китай              | 1500 м            | 7-е        | 4.12,39   |
| 2016 | Чемпионат мира в помещении        | Портленд, США             | 3000 м            | 3-е        | 8.55,55   |
| 2016 | Олимпийские игры                  | Рио-де-Жанейро, Бразилия  | 1500 м            | 4-е        | 4.11,05   |
| 2017 | Чемпионат мира                    | Лондон, Великобритания    | 5000 м            | 9-е        | 14.59,92  |